# Dino Dines
Dino Dines (născut Peter Leslie Dines la 17 decembrie 1944 în Hertford, Hertfordshire — decedat pe 28 ianuarie 2004) a fost un claviaturist, cel mai bine cunoscut pentru activitatea cu T. Rex. A lucrat și cu The Keef Hartley Band, P. P. Arnold și The Hollies. A murit de infarct în 2004.
1. ↑  „Dino Dines”, Freebase Data Dumps[*] Verificați valoarea |titlelink= (ajutor)
2. ↑  Dino Dines, Discogs, accesat în 9 octombrie 2017